# Красная стрела (телепередача)
«Красная стрела» — информационная развлекательно-юмористическая телепередача, выходившая с 1 сентября 2003 по 10 июля 2004 года на НТВ. Является продолжением закрытой в мае 2003 года программы «Тушите свет», выходившей на ТВС. Создатели программы считали её уникальной, так как подобный продукт не производила ни одна другая анимационная студия.

## О программе
Ведущие («проводники» фирменного поезда «Красная стрела» на станции «Волобое») — Хрюн Моржов и Степан Капуста общались друг с другом (иногда с ведущим) на злободневные темы. В передаче также присутствовали корреспондент Филипп Шариков, сосед Хрюна Генка и рупор абсурда Репка. По сведениям, изначально «Красную стрелу» хотели делать без Хрюна и Степана, но впоследствии от этой идеи отказались. Мультяшных героев отстояли перешедшие с ТВС на НТВ менеджеры, а также Кирилл Набутов.
Изначально передача выходила четыре раза в неделю с понедельника по четверг в 22:40 (после программы «Страна и мир»). Повтор программы первое время шёл в 12:35 по будням на следующий день, с конца сентября 2003 года он показывался в рамках утреннего блока «Утро на НТВ» в 8:35 со вторника по пятницу (с 24 февраля 2004 года — со вторника по четверг) после 5-минутного выпуска программы «Сегодня». В случае, если на 22:40 попадала прямая трансляция матча футбольной Лиги чемпионов, программа не выходила в эфир. То же самое происходило и в день локального траура в Москве (как 9 февраля 2004 года).
В первых выпусках передачи, вышедших в 2003 году, живых людей (ведущих, приглашённых гостей) в передаче не было — там присутствовали только анимационные персонажи. Как следствие, данное отличие от проекта «Тушите свет!» привело к низким рейтингам и оттоку части аудитории программы.
Весной 2004 года в программу добавили ведущих, которые присоединялись к проводникам в среду, а сама передача стала выходить три раза в неделю — с понедельника по среду. С 15 мая по 10 июля 2004 года по субботам в 20:00 (после программы «Личный вклад») выходило еженедельное приложение к программе — «Красная стрела. Спецвагон». В этой передаче Хрюн и Степан беседовали на станции с ведущими или же с приглашённым гостем. Приглашёнными гостями передачи были такие журналисты, общественные и политические деятели, как Владимир Рыжков, Дмитрий Рогозин, Евгений Киселёв, Гарри Каспаров, Михаил Леонтьев, Павел Крашенинников, Николай Харитонов и Ирина Хакамада.

## Критика
Каждый выпуск передачи как и в «Тушите свет», начинался с краткой интермедии с участием двух-трёх персонажей на тему передачи. Далее показывалась заставка, в которой звучала следующая песня в исполнении Хрюна, Степана и Генки:
Путь-дорога дальняя,

Ширь кругом бескрайняя,

Ветер да над полюшком,

Где ты, наша долюшка?

Там, где солнце ро́дится,

Там, где рельсы сходятся,

Где вся правда без прикрас,

Там, где мы… там, где нас…

## Ведущие
- Юлия Бордовских
- Александр Герасимов
- Павел Лобков
- Кирилл Набутов
- Лев Новожёнов
- Михаил Осокин
- Кирилл Поздняков
- Владимир Соловьёв
- Константин Точилин
- Елена Ханга
- Ольга Шелест
- Савик Шустер

Помимо штатных телеведущих НТВ, планировалось приглашать в проект и сотрудников, работавших в то время на других телеканалах.

## Закрытие
12 июля 2004 года запланированный эфир нового выпуска «Красной стрелы» не состоялся, несмотря на шедшие анонсы в эфире телеканала и программы «Страна и мир», а также печатные сетки программ в еженедельной периодике. Вместо неё прошёл показ первой серии телесериала «Неудача Пуаро», которая должна была идти после «Красной стрелы» согласно программе, опубликованной в печатных изданиях.
14 июля 2004 года передача была официально закрыта вместе с программами «Личный вклад» и «Свобода слова» после назначения на пост генерального директора НТВ Владимира Кулистикова. Официальная формулировка — «за плоский юмор, неактуальные темы и низкий рейтинг». При этом рейтинг программы на момент закрытия был сравним с аналогичным у телеигры «Кто хочет стать миллионером?» «Первого канала», передача стабильно входила в число самых популярных и рейтинговых проектов телеканала, а юмор оценён получением статуэтки телевизионной премии «ТЭФИ».
Владимир Неклюдов, продюсер телекомпании «Пилот ТВ», которая производила программу: 

 «Дальнейшая судьба Хрюна и Степана пока неизвестна. У нас есть планы относительно того, как можно переделать программу, но пока это только планы. От нас же мало что зависит. Покупать продукт или не покупать — дело телекомпании. Мы очень надеемся, что персонажей удастся сохранить, но в таком виде, в каком выходила „Красная стрела“, особенно в последние полгода, вы ее уж до 2008 года точно не увидите. Гляньте, что в стране происходит!»— Lenta.ru: Масс-медиа: Хрюн и Степан уволены с НТВ
Существует альтернативная версия причины закрытия программы — дороговизна проекта. Есть и другая версия: передача продолжала традиции своей предшественницы «Тушите свет» по разоблачению жуликов, воров и лжецов в высших эшелонах власти, за что и была закрыта.
Несмотря на закрытие, по сценариям, одобренным ещё при старом руководстве НТВ, были созданы несколько выпусков, которые впоследствии были отправлены в архив телеканала как вышедшие в эфир. Среди тем: отмена отсрочек от армии, замена льгот компенсациями, новый курс правительства и так далее.
Закрытие программы прокомментировал известный тележурналист и президент фонда «Академия российского телевидения» Владимир Познер:
«Снятие с эфира таких программ, как „Красная стрела“, „Свобода слова“, „Намедни“, — это безобразие. Они имели прекрасный рейтинг и были сделаны отличным образом на хорошем, а иногда блистательном профессиональном уровне».